# Kiếm hài
Kiếm hài (tiếng Ý: Peplum) là cách gọi đôi khi hàm nghĩa châm biếm dòng điện ảnh cổ trang thịnh hành và khởi phát tại Ý thập niên 1960, thường lấy các huyền tích Hi La và Thánh Kinh làm điểm tựa.

## Lịch sử

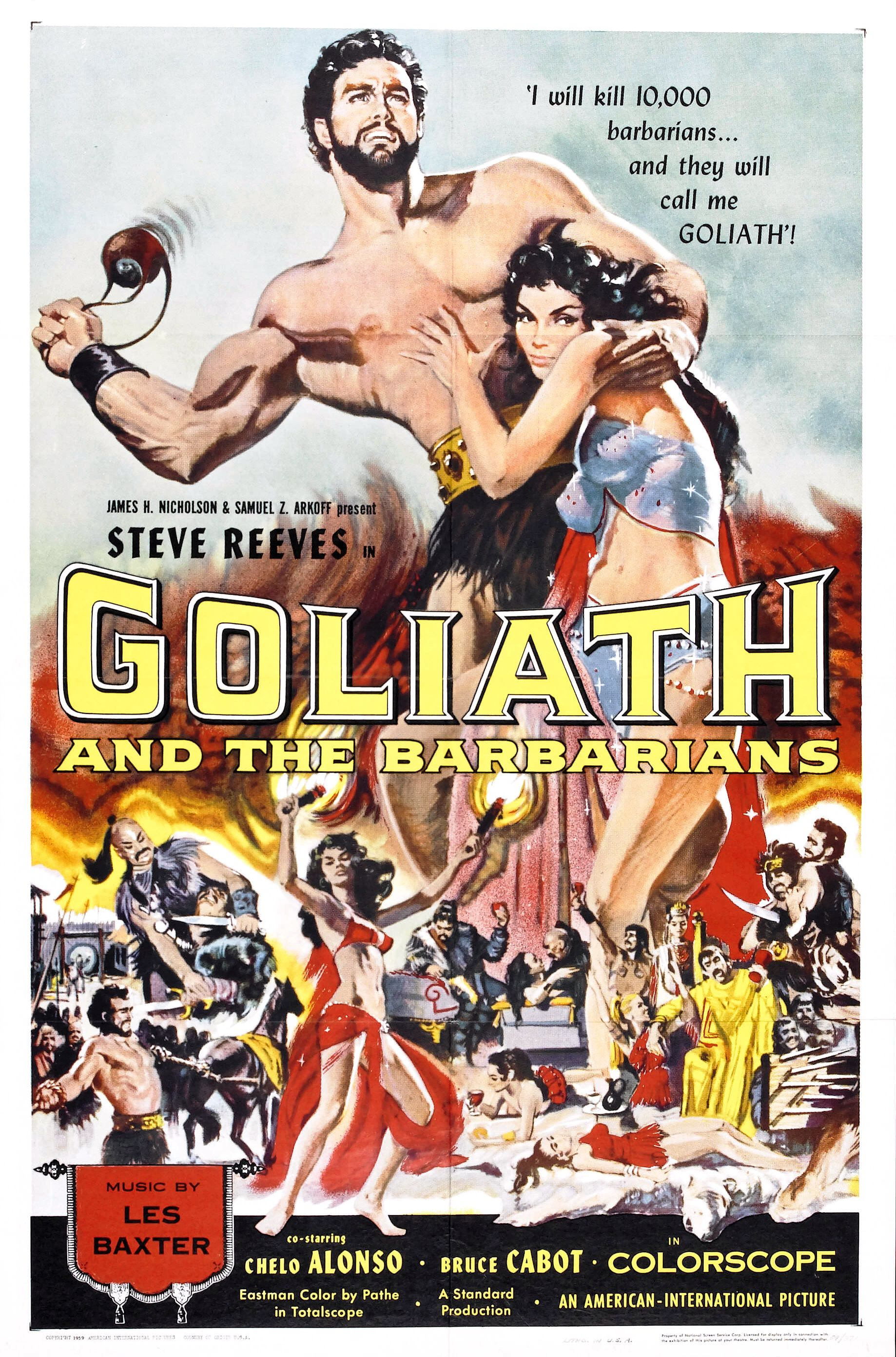
Poster của Goliath and the Barbarians minh họa kỳ vọng của nhiều người từ các bộ phim thuộc thể loại này

Đặc thù dòng phim kiếm hài là kinh phí thấp, bối cảnh rộng, diễn viên đại đa số là trẻ cùng cốt truyện "vụng về và chột giựt", trọng yếu tố bạo lực và tình dục. Vào các thập niên 1960-70, dòng phim này thường duy trì hình thức song ngữ Ý-Anh nhằm tiếp cận thị trường Hollywood.